# La marca del hombre lobo
La marca del hombre lobo (en Estados Unidos Frankenstein's Bloody Terror e internacionalmente The Mark of the Wolfman) es una película española de terror estrenada en 1968. Dirigida por Enrique López Eguiluz y escrita y protagonizada por Paul Naschy, destaca por ser la primera de las películas en las que el actor encarnó al licántropo Waldemar Daninsky.
Estrenada originalmente en 3-D, puso de moda el género fantaterrorífico en España, acreditando la venta de casi 900 000 entradas en taquilla, pese a no ser la primera película adscrita al género.

## Argumento
Waldemar Daninsky (Paul Naschy) es un joven polaco enamorado de la atractiva condesa Janice von Aarenberg (Dyanik Zurakowska), aunque ésta ya se encuentra prometida con Rudolph Weissmann (Manuel Manzaneque), un amigo de la familia cuya relación con Daninsky es tensa. 
Unos gitanos, que saqueaban la tumba de un hombre lobo, le retiran una cruz de plata y lo devuelven a la vida. Durante una cacería que se organiza para exterminar a los lobos que están asolando los alrededores de un castillo abandonado Weissmann es atacado por la bestia y Daninsky, por salvarlo, recibe una mordedura que le transmite su mal. 
Cuando Daninsky descubre que ha adquirido la maldición del hombre lobo, Weissmann y la joven condesa (quien también se enamora de Daninsky), intentarán ayudarle. Para ello localizan a un extraño médico que parece saber curar la licantropía. Sin embargo tanto el doctor como su esposa resultan ser dos vampiros que intentarán aprovecharse del licántropo.

## Reparto
- Paul Naschy - Waldemar Daninsky
- Dyanik Zurakowska - Condesa Janice von Aarenberg
- Manuel Manzaneque - Rudolph Weissmann
- Aurora de Alba - Wandessa Mikhelov
- Julián Ugarte - Dr. Janos Mikhelov
- José Nieto - Conde Sigmund von Aarenberg
- Carlos Casaravilla - Juez Aarno Weismann
- Ángel Menéndez - Otto, el guardabosques
- Antonio Orengo - Otto, el mayordomo
- Milagros Ceballos - Martha
- Beatriz Savón - Frau Hildegard, propietaria de la tienda de antigüedades
- Rosanna Yanni - Nascha
- Gualberto Galbán - Gyogyo
- Antonio Giménez Escribano

## Producción

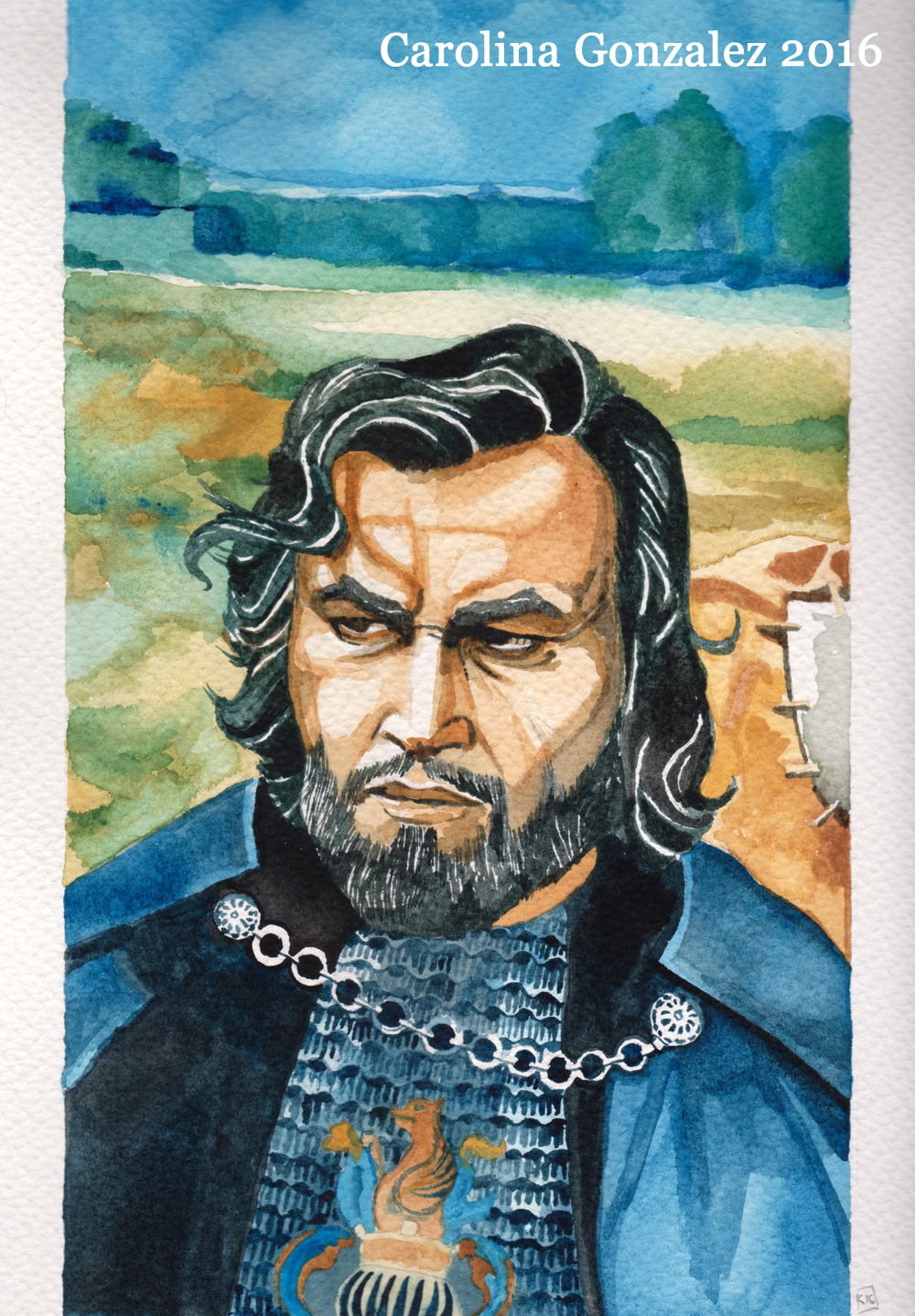
Retrato de Paul Naschy caracterizado como Alaric de Maranc

Contando con un reducido presupuesto La marca del hombre lobo destaca por sus referencias al terror gótico de las películas realizadas por los Estudios Universal en los años 1930 y 1940 y por la Factoría Hammer en los años 1950 y 1960. Pese a ello su rodaje presenta algunas peculiaridades como la utilización del rodaje tridimensional o el sonido estereofónico algo poco frecuente en las producciones contemporáneas.

"Mi padre llegó al cine como espectador cuando la época de decadencia de la Universal, con los monster mass, películas que mezclaban diferentes monstruos. A él eso le fascinaba. Fue una valentía en su momento hacerlo con La marca del hombre lobo, pero como él no creía que fuera a hacer ninguna película más, se atrevió."
Sergio Molina (Diario La Razón) 

El guion fue escrito a lo largo de una semana por Paul Naschy en lo que resultó ser un proyecto personal parecido a una apuesta con Enrique López Eguiluz director para el que trabajaba como meritorio en la película Agonizando en el crimen. Molina le había confesado su pasión por el género pero López Eguiluz recelaba de la posibilidad de hacer cine fantástico y de terror en España debido a la escasez de antecedentes. Una vez leído el guion López Eguiluz decidió poner en marcha el proyecto y lograron el apoyo de una productora alemana para realizar la película en doble versión (una para España y otra para el extranjero) debido a la buena acogida que el género tenía en el mercado exterior.

"En una época muy difícil hizo un tipo de cine absolutamente delirante para lo que había en España, tuvo la fuerza y convicción de sacarlo adelante y muchos le siguieron. La marca del hombre lobo es el planteamiento inicial de un movimiento que tuvo mucha importancia en los 70, quizás hasta el 77. Mi padre creía muy en serio en lo que hacía y luchó siempre por el cine fantástico."
Sergio Molina (Diario La Razón) 

El personaje protagónico, Waldemar Daninsky, inicialmente estaba pensado para el actor Lon Chaney quien ya encarnara en los años 1940 al licántropo. Por razones de edad no pudo incorporarse al proyecto y finalmente fue el mismo Naschy el que dio vida al personaje protagónico pese a su escasa experiencia. Sería la primera de las 14 ocasiones en que Naschy encarnaría al hombre lobo.

"Los alemanes querían por motivos comerciales que mi padre se cambiara el nombre (Jacinto Molina), por lo que media hora antes de que enviaran a la imprenta todo el material promocional, cogió un periódico, vio una noticia del papa Pablo VI y se puso el nombre de Paul. El apellido lo sacó de otro amigo levantador de pesos, éste húngaro, Nagy. Lo germanizó y lo convirtió en Naschy."
Sergio Molina (Diario La Razón) 

### Localizaciones
La película, ambientada en centroeuropa, en realidad fue filmada en su totalidad en España: Madrid, Talamanca del Jarama, Pelayos, Manzanares el Real, Colmenar Viejo, Navacerrada y San Martín de Valdeiglesias.